# Jorge Paleólogo (gran heteriarca)
Jorge Paleólogo Ducas Comneno (en griego: Γεώργιος Παλαιολόγος Δούκας Κομνηνός; c. 1125-1167/1268) fue un aristócrata y diplomático bizantino de alto rango del siglo XII. Jorge, descendiente de la dinastía gobernante Comneno, ocupó el rango de sebasto y el cargo de gran heteriarca. Su hijo Alejo fue brevemente heredero aparente del emperador Alejo III Ángelo,Vannier 1986, pp. 171–172 y su bisnieto Miguel VIII Paleólogo fundó la dinastía Paleólogo de emperadores bizantinos.
Dirigió diversas misiones diplomáticas para el emperador Manuel I Comneno, tanto dentro del Imperio como en el extranjero. Solo sus misiones a Jerusalén y Hungría, como parte de las alianzas matrimoniales del emperador con gobernantes extranjeros, están bien documentadas.  Además de sus actividades diplomáticas, también fundó una iglesia y un monasterio, profusamente decorados.